# Deuterotinea
Deuterotinea é um gênero de mariposa pertencente à família Acrolophidae.